# Proberkonst
Proberkonst, även kallat Metallproberingskonst eller Dokimasi, är konsten att analysera olika mineraler, malmer, salter, metallurgiska produkter och så vidare, för att bestämma halten av ingående ämnen. Oftast avses bestämning av en malms metallhalt på den så kallade torra vägen, det vill säga med hjälp av värme i en mindre ugn.
Proberkonsten var förr viktig för både utarbetandet och kontrollerandet av metallurgiska processer, men har nu förlorat sin betydelse och ersatts med andra analysmetoder.